# L'Éclaireur (nouvelle)
Pour les articles homonymes, voir L'Éclaireur.
L'Éclaireur (titre original : Dark, Dark Were the Tunnels) est le titre d'une nouvelle de George R. R. Martin, parue pour la première fois en décembre 1973 dans le magazine Vertex. Elle est incluse au recueil original Chanson pour Lya (A Song for Lya and Other Stories), regroupant dix histoires de Martin, publié en février 1976 puis traduit en français et publié en octobre 1982 dans le recueil paru aux éditions J'ai lu.

## Résumé
Greel mène une expédition archéologique pour découvrir une cité en ruine avant de s’apercevoir que l’homme n’a pas complètement quitté les lieux mais s’est réfugié sous terre. Dans la panique avec une fin en épouvante, les archéologues tendent vers la folie.